# ウナイ・ヌニェス
ウナイ・ヌニェス・ゲストーソ（Unai Núñez Gestoso  .  1997年1月30日 - ）は、スペイン・バスク州ビスカヤ県ポルトゥガレテ出身のプロサッカー選手。プリメーラ・ディビシオンのアスレティック・ビルバオに所属している。スペイン代表。ポジションはDF。

## 来歴
2007年にアスレティック・ビルバオのカンテラに入団。2015年に傘下のCDバスコニアに昇格し、2015-16シーズンはテルセーラ・ディビシオンで28試合に出場。
2016年6月、Bチームにあたるビルバオ・アスレティックへの昇格が決まり、2016-17シーズンはセグンダ・ディビシオンで33試合に出場。
2017年6月7日、トップチームへの昇格が決定。2017年8月20日のヘタフェCF戦で、プリメーラ・ディビシオンデビュー。2016-17シーズンまでトップチームの監督を務めたエルネスト・バルベルデが監督に就任したFCバルセロナが、ヌニェスの獲得に興味を示す中、10月30日にビルバオと2023年までの契約を締結。2018年3月31日のセルタ・デ・ビーゴ戦で、ラ・リーガ初ゴールを決めた。
2022年7月17日、セルタ・デ・ビーゴへレンタル移籍。

## 代表経歴
2017年8月からU-21のスペイン代表に招集されており、2019年6月に行われたUEFA U-21欧州選手権2019では主力選手の一人としてチームの優勝に貢献した。
2019年8月30日、ロベルト・モレノ監督によってスペインA代表に選出され、9月8日に行われたUEFA EURO 2020予選のフェロー諸島戦で代表デビューを飾った。

## タイトル
U-21スペイン代表
- UEFA U-21欧州選手権 2019